# Premiership 2010-2011 (Irlanda del Nord)
La Premiership 2010-2011 è stata la terza edizione della massima divisione del calcio nordirlandese da quando il campionato fu riformato per la stagione 2008-2009. Complessivamente, da quando fu istituito il campionato di calcio nell'Irlanda del Nord, si è trattato della 110ª edizione. Il Linfield ha vinto il titolo per la 50ª volta.

## Novità
L'Institute, penultimo nella stagione precedente, perse lo spareggio per la permanenza nella IFA Premiership contro i secondi in classifica della divisione inferiore, il Donegal Celtic che pertanto venne promosso.
Il Loughgall, vincitore della seconda divisione, non ottenne la licenza per giocare nella IFA Premiership e quindi non venne promosso.

## Formula
Le giornate previste erano 38. Le 12 squadre si sono affrontate per tre volte, per un totale di 33 giornate. Poi le squadre sono state divise in due gruppi in base alla classifica: nel primo sono state inserite le prime sei, nel secondo le ultime sei. Ogni squadra ha incontrato per la quarta volta solo le altre formazioni del gruppo, per un totale di 5 giornate.
La squadra campione dell'Irlanda del Nord ha il diritto a partecipare alla UEFA Champions League 2011-2012, partendo dal secondo turno preliminare.

Le squadre classificate al secondo e terzo posto sono state ammesse alla UEFA Europa League 2011-2012, partendo entrambe dal primo turno preliminare.

La squadra vincitrice della Irish Cup è ammessa alla UEFA Europa League 2011-2012, partendo dal secondo turno preliminare.

È retrocessa direttamente in Championship 1 l'ultima classificata.

## Squadre partecipanti
- Ballymena Utd
- Cliftonville
- Coleraine
- Crusaders
- Donegal Celtic
- Dungannon Swifts

- Glenavon
- Glentoran
- Linfield C
- Lisburn Distillery
- Newry City
- Portadown

## Classifica
|  |     | Classifica 2010-2011 | Pt | G  | V  | N  | P  | GF | GS | DR  |
|  | --- | -------------------- | -- | -- | -- | -- | -- | -- | -- | --- |
|  | 1.  | Linfield             | 85 | 38 | 26 | 7  | 5  | 80 | 29 | +51 |
|  | 2.  | Crusaders            | 74 | 38 | 23 | 5  | 10 | 78 | 59 | +19 |
|  | 3.  | Glentoran            | 66 | 38 | 20 | 6  | 12 | 63 | 41 | +22 |
|  | 4.  | Cliftonville         | 58 | 38 | 17 | 7  | 14 | 60 | 56 | +4  |
|  | 5.  | Portadown            | 50 | 38 | 15 | 5  | 18 | 49 | 58 | -9  |
|  | 6.  | Lisburn Distillery   | 48 | 38 | 14 | 6  | 18 | 50 | 66 | -16 |
|  |     |                      |    |    |    |    |    |    |    |     |
|  | 7.  | Coleraine            | 56 | 38 | 17 | 5  | 16 | 51 | 50 | +1  |
|  | 8.  | Dungannon Swifts     | 51 | 38 | 14 | 9  | 15 | 50 | 53 | -3  |
|  | 9.  | Ballymena Utd        | 49 | 38 | 12 | 13 | 13 | 48 | 56 | -8  |
|  | 10. | Glenavon             | 45 | 38 | 12 | 9  | 17 | 60 | 59 | +1  |
|  | 11. | Donegal Celtic       | 32 | 38 | 8  | 8  | 22 | 55 | 89 | -34 |
|  | 12. | Newry City           | 26 | 38 | 6  | 8  | 24 | 37 | 65 | -28 |

## Spareggio promozione-retrocessione
Lo spareggio previsto tra la penultima della IFA Premiership e la seconda classificata della IFA Championship 1 non è stato giocato al termine di questa stagione, dato che il Limavady United, secondo in Championship 1, non poteva essere promosso in Premiership perché privo di licenza.

## Verdetti
- Campione:  Linfield
- In UEFA Champions League 2011-2012:  Linfield (al secondo turno preliminare)
- In UEFA Europa League 2011-2012:  Crusaders (al secondo turno preliminare),  Glentoran,  Cliftonville (al primo turno preliminare)
- Retrocessa in IFA Championship 1:  Newry City